# Bougey
Bougey ist eine Gemeinde im französischen Département Haute-Saône in der Region Bourgogne-Franche-Comté.

## Geographie
Bougey liegt auf einer Höhe von 235 m über dem Meeresspiegel, sechs Kilometer südwestlich von Jussey und etwa 28 Kilometer nordwestlich der Stadt Vesoul (Luftlinie). Das Dorf erstreckt sich im nordwestlichen Teil des Départements, in einem Talbecken südlich der Ougeotte in den östlichen Ausläufern der Höhen von Cherlieu.
Die Fläche des 8,56 km² großen Gemeindegebiets umfasst einen Abschnitt der gewellten Landschaft westlich des oberen Saônetals. Der zentrale Teil des Gebietes wird von der Alluvialniederung von Bougey eingenommen, die durchschnittlich auf 230 m liegt. Die Senke weist eine Breite von rund zwei Kilometern auf und wird durch den Dorfbach nach Nordosten zur Ougeotte entwässert. Flankiert wird die Senke im Süden vom Höhenzug des Grand Bois und des Bois des Noues, auf dem mit 319 m die höchste Erhebung von Bougey erreicht wird. Nach Westen erstreckt sich das Gemeindeareal bis auf die Höhen der Forêt de Cherlieu (315 m). Diese Höhenzüge bilden die südöstlichen Ausläufer des Plateaus von Langres. In geologisch-tektonischer Hinsicht bestehen sie aus einer Wechsellagerung von sandig-mergeligen und kalkigen Sedimenten der Lias (Unterjura). Die nördliche Grenze verläuft meist entlang der Ougeotte, die das Gebiet zur Saône entwässert.
Nachbargemeinden von Bougey sind Jussey im Norden, Gevigney-et-Mercey und Augicourt im Osten, Oigney im Süden sowie Montigny-lès-Cherlieu im Westen.

## Geschichte
Überreste aus gallorömischer Zeit (Mauerfundamente und Stelen) weisen auf eine sehr frühe Besiedlung des Gebietes hin. Die Kirche von Bougey wird im Jahr 1127 urkundlich erwähnt. Seit dem 13. Jahrhundert befand sie sich im Besitz des Klosters Cherlieu. Im Mittelalter gehörte das Dorf zur Freigrafschaft Burgund und darin zum Gebiet des Bailliage d’Amont. Bougey bildete eine eigene Herrschaft, welche den Herren von Pesmes gehörte, bevor sie im 15. Jahrhundert an einen Seitenzweig der Grammont überging. Zusammen mit der Franche-Comté gelangte Bougey mit dem Frieden von Nimwegen 1678 definitiv an Frankreich. Heute ist Bougey Mitglied des acht Ortschaften umfassenden Gemeindeverbandes Communauté de communes des Vertes Vallées.

## Sehenswürdigkeiten

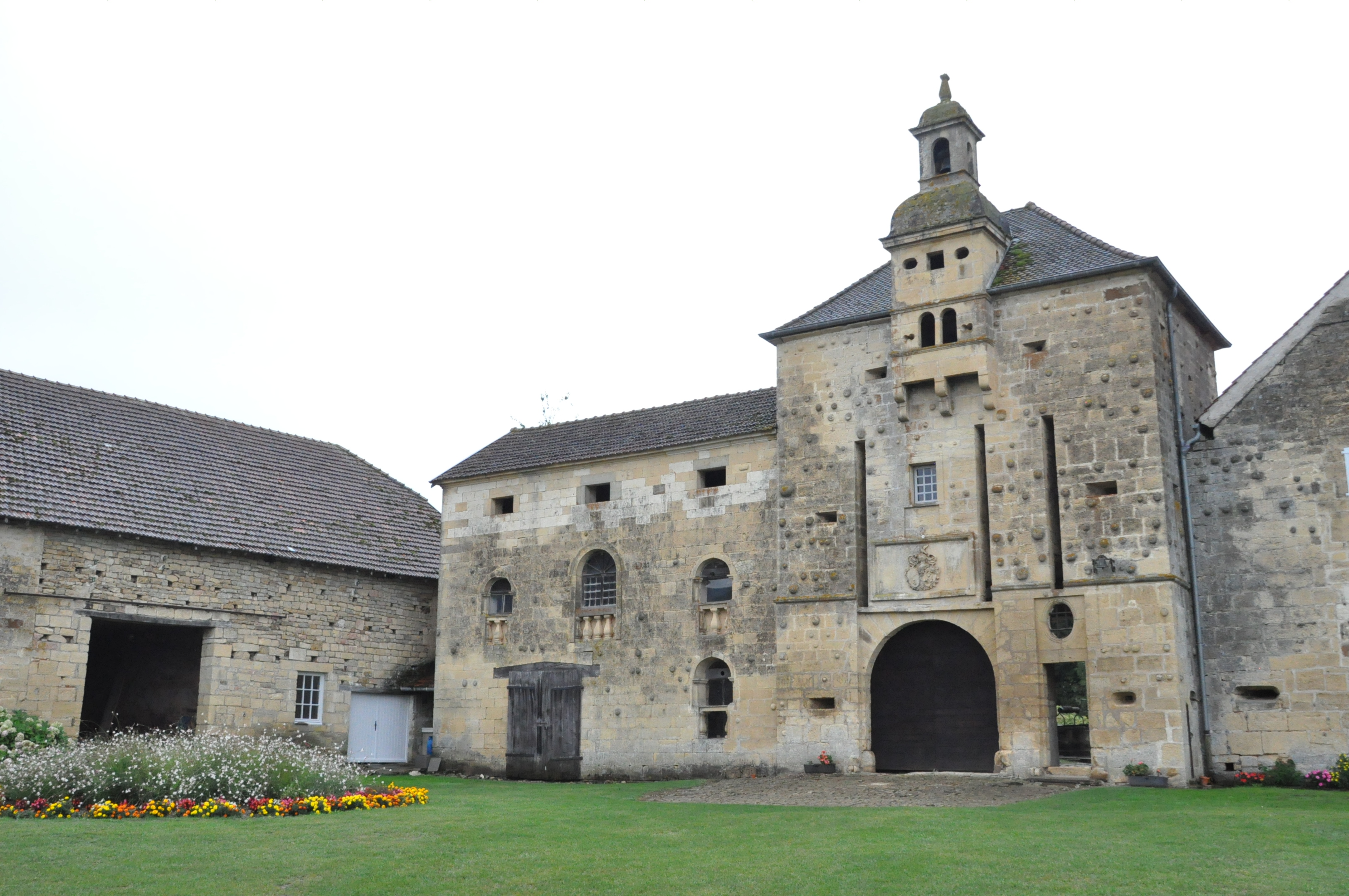
Schloss

Die Kirche St-Pierre wurde 1851 neu erbaut. Sie beherbergt Altäre aus dem 18. Jahrhundert und mehrere Grabplatten.
Die heutige Bausubstanz des Schlosses, das als Monument historique eingetragen ist, stammt von 1581. Die große Anlage besitzt einen Rundturm, einen Torturm aus dem 17. Jahrhundert sowie Überreste der ehemaligen Ummauerung.

## Bevölkerung
| Jahr                       | 1962 | 1968 | 1975 | 1982 | 1990 | 1999 | 2006 |
| Einwohner                  | 131  | 125  | 91   | 92   | 97   | 91   | 86   |
| Quellen: Cassini und INSEE |      |      |      |      |      |      |      |

Mit 98 Einwohnern (1. Januar 2022) gehört Bougey zu den kleinsten Gemeinden des Département Haute-Saône. Nachdem die Einwohnerzahl in der ersten Hälfte des 20. Jahrhunderts deutlich abgenommen hatte (1886 wurden noch 346 Personen gezählt), wurden seit Mitte der 1970er Jahre nur noch geringe Schwankungen verzeichnet.

## Wirtschaft und Infrastruktur
Bougey war bis weit ins 20. Jahrhundert hinein ein vorwiegend durch die Landwirtschaft (Ackerbau, Obstbau und Viehzucht) geprägtes Dorf. Heute gibt es einige Betriebe des lokalen Kleingewerbes. In den letzten Jahrzehnten hat sich das Dorf zu einer Wohngemeinde gewandelt. Viele Erwerbstätige sind deshalb Wegpendler, die in den größeren Ortschaften der Umgebung ihrer Arbeit nachgehen.
Der Ort liegt abseits der größeren Durchgangsachsen an einer Departementsstraße, die von Jussey nach Oigney führt. Weitere Straßenverbindungen bestehen mit Gevigney, Augicourt, Cherlieu und Montigny-lès-Cherlieu.